# Morte de Silvio Santos
A morte de Silvio Santos ocorreu em 17 de agosto de 2024 em função de broncopneumonia após infecção por influenza no Hospital Israelita Albert Einstein, em São Paulo, aos 93 anos. Senor Abravanel, conhecido pelo nome artístico de Silvio Santos, foi um dos principais apresentadores de televisão do Brasil. A sua morte obteve repercussão internacional.

## Antecedentes
Silvio estava afastado da televisão desde que fez sua última gravação em setembro de 2022, que foi exibida em fevereiro de 2023. Ele havia comemorado seu aniversário de noventa anos recluso em casa com a família e se ausentado ainda em 2021 devido à pandemia de COVID-19 no Brasil. O comunicador, porém, mesmo não apresentando nenhum programa da emissora SBT, nunca confirmou publicamente sua aposentadoria. Daniela Beyruti, filha do empresário, assumira a vice-presidência de sua emissora em abril de 2023.
A saúde de Silvio Santos começou a apresentar problemas no dia 18 de julho de 2024, quando ele foi levado ao Hospital Israelita Albert Einstein, em São Paulo. A informação foi divulgada inicialmente pela Folha de S. Paulo, mas a assessoria do SBT negou que o apresentador estivesse internado.
Horas depois, a assessoria voltou atrás e informou que Silvio Santos havia dado entrada no hospital para se recuperar de H1N1. Em nota oficial lida pela apresentadora Michelle Barros no programa Chega Mais, o SBT informou que Silvio estava sendo medicado e que a família agradecia o carinho de todos. No dia 20, obteve alta e voltou para casa.
Em 1 de agosto, foi hospitalizado novamente para, segundo a assessoria do SBT, realizar exames de imagem, e continuou internado desde então:
“[Ele] está bem. Voltou para fazer exames de imagem, pois fazem o raio-x em casa. Já o de imagem tem que ser realizado no hospital”— Nota oficial da SBT assim que a segunda internação foi divulgada.
Apesar das informações em tom otimista da assessoria, o jornal O Globo informou em 2 de agosto que a saúde de Silvio Santos inspirava maiores cuidados dos médicos que estavam acompanhando a evolução de seu estado. A família impediu que o Hospital Albert Einstein divulgasse boletins médicos.
Nessa ocasião, a assessoria do SBT também negou que Silvio estivesse com a saúde debilitada em nota oficial.
"O SBT informa que, ao contrário do que está sendo especulado na imprensa, o comunicador Silvio Santos não se encontra em estado crítico de saúde. Silvio Santos segue no hospital apenas para cuidados médicos necessários, sendo medicado para sua pronta recuperação”.
Em entrevista à CNN Brasil, Patrícia Abravanel, filha do comunicador, afirmou no dia 5 de agosto que o apresentador deve receber alta em breve, embora não tenha especificado a data:
"Ele está melhor, está melhorando. Está até fazendo algumas brincadeiras."
Patrícia também apareceu ao lado da irmã, Rebeca Abravanel, em uma entrevista ao Brasil Urgente, na Band. Durante a conversa com os repórteres Tiago Alberico e Felipe Henrique, ambas reforçaram que Silvio estava “estável e conversando, fazendo piadas e bem-humorado”.
A última atualização pública sobre o estado de saúde de Silvio Santos foi dada por seu neto, Tiago Abravanel, durante a noite de autógrafos do novo livro de Preta Gil, no dia 14 de agosto. Tiago revelou que o avô estava apresentando sinais de melhora e sendo bem assistido pela equipe médica do hospital e pela família:
“A fé traz muita esperança. A gente tem esperança de que ele fique bem logo.”

## Morte e anúncio
A sua morte foi confirmada nas redes sociais do Sistema Brasileiro de Televisão (SBT) na manhã do dia 17 de agosto de 2024.
O Hospital Albert Einstein divulgou um boletim médico confirmando a morte do apresentador às 4h50min da madrugada em decorrência de uma broncopneumonia após infecção pelo vírus H1N1:
"O Hospital Israelita Albert Einstein confirma com pesar o falecimento de Senor Abravanel, o Silvio Santos, aos 93 anos, no dia de hoje, 17 de agosto de 2024, às 4h50, em decorrência de broncopneumonia após infecção por influenza (H1N1)."— Hospital Israelita Albert Einstein
A emissora SBT, contudo, levou 1h30 para interromper a exibição do programa infantil Sábado Animado, que estava sendo exibido no momento do anúncio da morte do animador, e anunciar na televisão o ocorrido. Isso se deu porque o próprio Silvio pediu que não se fizesse um obituário antecipado para ele, alegando que causaria azar.
Assim que o “Plantão SBT” foi ao ar, Simone Queiroz anunciou o falecimento do dono da emissora:
“Nós interrompemos nossa programação só agora porque também estamos administrando a nossa dor, a dor da imensa família brasileira. Agora, falando olho no olho do público do SBT, para dar uma notícia que nunca desejamos dar: a morte do apresentador Silvio Santos aos 93 anos”.

"Silvio estava internado no hospital Albert Einstein desde o início do mês. No mês passado, ele já havia estado internado também em função do vírus H1N1, o vírus da gripe. Havia se recuperado, voltado para casa, voltou no início do mês ao hospital, e nós tínhamos a esperança, o Brasil inteiro tinha, de que ele se recuperasse. Mas chegou a sua hora. É um pesar imenso”.
A família Abravanel divulgou uma nota para lamentar a morte de Silvio Santos:
"Colegas de auditório, colegas de uma vida, o que dizer para vocês nesse momento? Acreditamos que muitos de vocês estejam compartilhando da mesma saudade que nós hoje estamos sentindo. Queremos dizer para vocês que por muitas vezes, ao longo da vida, a medida que nosso pai ia ficando mais velho, ele ia expressando um desejo com relação à sua partida. Ele pediu para que assim que ele partisse, que o levássemos direto para o cemitério e fizéssemos uma cerimônia judaica. Ele pediu para que não explorássemos a sua passagem. Ele gostava de ser celebrado em vida e gostaria de ser lembrado com a alegria que viveu;”
"Ele nos pediu para que respeitássemos o desejo dele. E assim vamos fazer. Por este motivo, pedimos a compreensão de todos vocês. De guardar na memória tudo de bom que ele fez e de tantas alegrias que ele nos trouxe ao longo dos anos. Ele foi muito feliz com tudo que fez. E sempre fez tudo do fundo do seu coração. Ele amou o Brasil e os brasileiros.”
O SBT, emissora no qual onde Silvio era proprietário divulgou uma nota oficial, através da rede social X:
"Hoje o céu está alegre com a chegada do nosso amado Silvio Santos. Ele viveu 93 anos para levar felicidade e amor a todos os brasileiros. A família é muito grata ao Brasil pelos mais de 65 anos de convivência com muita alegria. Para nós, o Senor Abravanel é ainda mais especial e somos muito felizes pelo presente que Deus nos deu e por todos os momentos maravilhosos que tivemos juntos. Aquele sorriso largo e voz tão familiar será para sempre lembrada com muita gratidão. Descanse em paz que vc sempre será eterno em nossos corações.”
A pedido de Silvio Santos, não houve velório, e seu sepultamento, em cerimônia reservada no Cemitério Israelita do Butantã na capital paulista, ocorreu nas primeiras horas da manhã de domingo, 18 de agosto seguindo todos os ritos tradicionais do judaísmo, religião do apresentador. Apesar do acesso controlado ao cemitério, considerado território sagrado, e portanto, restrito aos seguidores do judaísmo, um internauta conseguiu acessar registrar imagens da Matzeva do apresentador, bem como as inscrições do monumento: 
A ti foi dito ó homem, o que é bom e o que o Eterno exige de ti: somente que saibas agir com justiça, amar a benevolência e caminhar discretamente com o teu D-us... (Miqueias cap. 6:8)
Aqui descansa

13 de Av de 5784

17 - AGO - 2024

Senor Abravanel ben Alberto

Filho, amado e escolhido de D-us para espalhar amor e alegria entre os homens
Com muito amor de sua esposa, filhos e netos

## Repercussão
Após a divulgação do falecimento do apresentador, várias emissoras de televisão interromperam as suas programações para informar o público sobre a perda. Além disso, a imprensa internacional também noticiou o ocorrido. Em pouco tempo, celebridades e entidades expressaram o seu pesar, enviando mensagens de luto e destacando o legado deixado por Silvio Santos.

### Nacional
Diversos artistas e amigos falaram e homenagearam Silvio, entre eles Eliana, Rodrigo Faro, Carlos Alberto de Nóbrega, Priscilla, Celso Portiolli, Yudi Tamashiro, entre outros.
Carlos Alberto de Nóbrega disse:
“Adeus, amigo. Foram 70 anos de uma amizade e uma saudade que será eterna.”
A atriz Larissa Manoela postou no seu perfil:
"Se hoje sou quem sou foi porque lá atrás você também confiou em mim e acreditou na minha entrega e na minha capacidade de ser uma artista melhor.”
Maisa Silva, que também começou a sua carreira pelas mãos de Silvio Santos, também rendeu homenagem a ele:
"Nem nos meus melhores sonhos poderia imaginar que um dos maiores comunicadores da história da nação, seria meu patrão. Muito menos que ele teria um coração corintiano... E que seria o Silvio Santos. O Silvio deu asas para o meu sonho, que era apresentar um programa de TV. 'Mas uma criança de 5 anos? Apresentar programa ao vivo? Fazer merchan lendo TP [teleprompter]?'. Para ele, nada disso era impossível. Até poderia ser incomum, mas o Silvio gostava disso. Ele enxergava coisas que as outras pessoas não viam. E sendo nosso patrão, muitas vezes não tinha medo de colocar esses planos em execução. E que bom né?"
A apresentadora Eliana por meio de seu Instagram, publicou uma fotografia onde está abraçando o apresentador, ambos sorrindo, com os disseres:
"É assim que quero me lembrar de você. Obrigada por todos os ensinamentos. Descanse em paz, amado mestre"
O apresentador do SBT, Celso Portiolli, também por meio de seu Instagram, lamentou a morte de Silvio, com a declaração:
"Hoje, o Brasil perde não só um comunicador, mas uma lenda. Silvio Santos, o homem que revolucionou a televisão, se despede de nós e deixa um legado eterno. Fui abençoado em ter tido a oportunidade de aprender e crescer ao lado desse gênio da comunicação, que não só me deu uma chance, mas também me ensinou a sonhar grande. Minha gratidão será eterna, assim como seu impacto em cada lar brasileiro. Aos familiares, amigos e milhões de fãs que, assim como eu, se sentem órfãos neste momento, deixo meus mais profundos sentimentos. Descanse em paz, Silvio Santos. Você é e sempre será o maior. 😭😭😭"
Em participação no programa É de Casa, da TV Globo, Ana Maria Braga lamentou:
“Eu acho que o Silvio Santos permeou a nossa juventude. Eu nem sabia na época que eu queria ser uma apresentadora de televisão, mas eu sempre fui fã número 1 de Silvio Santos.”
Boni, ex-diretor da Globo, se manifestou sobre a morte de Silvio Santos:
“Um dos maiores apresentadores do mundo, a maneira de apresentar e conduzir programa não tem paralelo, um modelo internacional.”— Boni em entrevista para a emissora.
Fausto Silva, o Faustão, afirmou em nota oficial divulgada por sua assessoria:
"Assim como o Pelé e Ayrton Senna, Silvio Santos deixou um legado e uma marca, o verdadeiro e único rei da TV. Além do talento extraordinário, a história de vida é plena de persistência, personalidade, foco e criatividade. Ele deixa uma contribuição excepcional para a TV brasileira. Vai deixar muitas saudades."
O presidente brasileiro Luiz Inácio Lula da Silva se pronunciou no seu perfil:
“Silvio Santos foi a maior personalidade da história da televisão brasileira, e um dos grandes comunicadores do país. Carioca, filho de imigrantes, Senor Abravanel, seu nome de batismo, foi um empreendedor que iniciou sua vida como vendedor ambulante e construiu uma grande rede de TV e empresas dos mais diversos setores: financeiro, industrial e de comércio. Mas será sempre lembrado como Silvio Santos, o rosto e a voz dos domingos de milhões de brasileiros e brasileiras, querido pelas suas “colegas de trabalho”, como carinhosamente chamava as telespectadoras. Com seu talento e carisma lançou e deu apoio a muitos talentos da televisão, do humor e do jornalismo. Era uma das pessoas mais conhecidas e queridas do nosso país. Ao longo dos anos, nos encontramos em programas de TV, reuniões e conversas, sempre com respeito e carinho. A sua partida deixa um vazio na televisão dos brasileiros e marca o fim de uma era na comunicação do país. Meus sentimentos e solidariedade para sua esposa, suas seis filhas, todos os familiares, amigos, trabalhadores de suas empresas e fãs pelo Brasil."

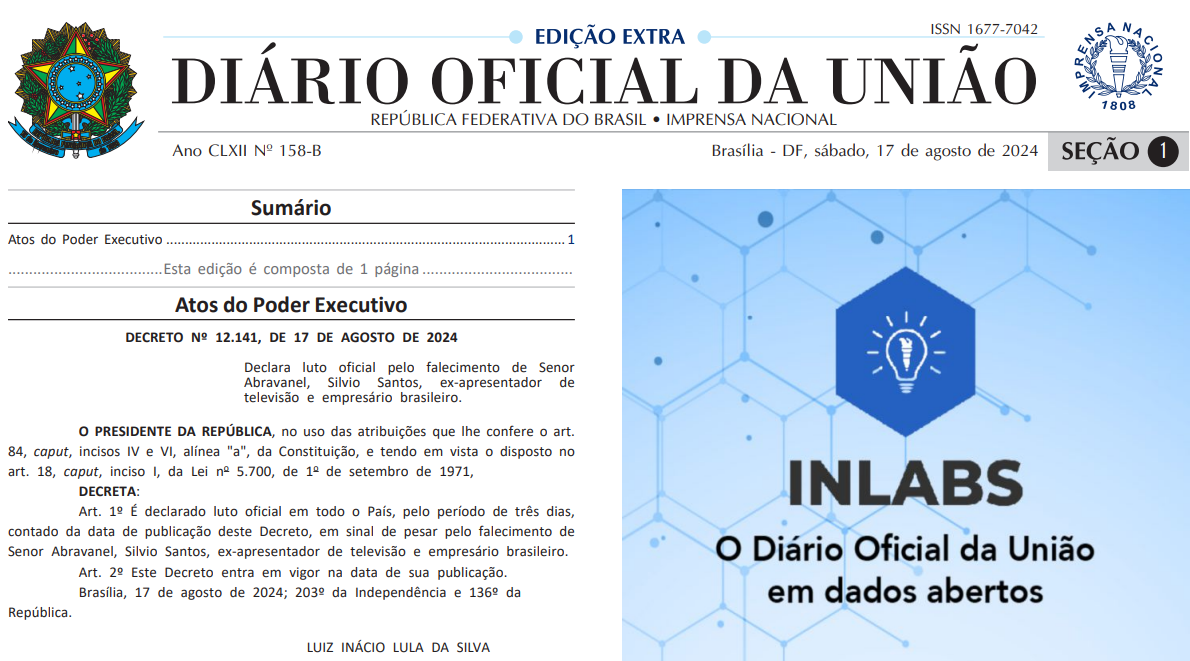
Publicação em edição extra no Diário Oficial decretando luto nacional pelo falecimento de Silvio Santos.

Ainda no mesmo dia do seu falecimento, Lula decretou luto oficial no país de três dias em homenagem ao apresentador em todo o Brasil na edição extra do Diário Oficial da União.
O ex-presidente Jair Bolsonaro lamentou o falecimento de Silvio nas suas redes sociais:
"Hoje nos deixa Sílvio Santos, um exemplo de alegria e empreendedorismo para todos nós. Homem simples, de trato fácil, com um carisma irresistível. Começou como vendedor ambulante nas ruas do Rio e se tornou um dos maiores empresários de Comunicação do Brasil. Meus sentimentos à famíliares e amigos, bem como as minhas orações pela dor da irreparável perda."
O também ex-presidente Michel Temer, pela rede X, se manifestou com os seguintes disseres:
"ADEUS SILVIO🎬

Silvio Santos se foi. Perdemos um grande brasileiro. Ele, em sua despedida, permitiu que vislumbremos o que temos de essencial, a alma brasileira que nos une, o amálgama que permite à nossa natureza brasileira a oportunidade de expressão. Silvio, que se fez amado por um país inteiro, foi, sendo ele mesmo o tempo inteiro, sem concessões a seus críticos, admirado por todos.
Mesmo quem não gostava dele, o respeitava e o amou, cada um à sua maneira, porque foi autêntico. O Brasil, país rico por sua diversidade, ama seus filhos que não desistem de si mesmos.
Sua partida me soa um convite à volta da boa e inspiradora conversa entre os diferentes. Silvio, se foi, mas, por ter sido, nos chama a sorrir e cantar.

Meus sinceros sentimentos à família, aos amigos e a todos os fãs. Descanse em paz, Silvio🙏🏻"
Já o ex-presidente José Sarney, em vídeo publicado em suas redes sociais, desejou condolências aos familiares e amigos, além de  disser que:
"A morte de Silvio Santos deixa uma lacuna e uma saudade que vai durante muito tempo ocupar o imaginário popular brasileiro. Ele sabia lidar com a alegria, com a brincadeira, com a provocação, com a comunicação que era um dom extraordinário que ele tinha. E assim, ele atraia uma atenção, que foi uma presença constante em todos os lares do Brasil durante muitos anos."
A prefeitura municipal de São Paulo e o governo do estado homônimo decretaram luto oficial de 7 dias. O governador Tarcísio de Freitas em nota oficial:
"Nascido Senor Abravanel, o empresário aliou seu perfil empreendedor, treinado na adolescência como camelô, à voz potente e inconfundível para criar um estilo popular que cativou as massas. Sua trajetória nas rádios e nos canais de TV andou lado a lado com seu tino empreendedor em diversos segmentos e no comando do SBT. Carioca, escolheu São Paulo como casa desde os anos 1950. Nossos sentimentos à família Abravanel, aos amigos, aos funcionários do SBT e aos brasileiros de diversas gerações que tiveram em Silvio Santos uma das personalidades mais admiradas".
Na capital paulista, em nota, a prefeitura disse que decidiu projetar imagens de momentos diversos da vida do apresentador como homenagem no Edifício Matarazzo, sede da administração municipal. As imagens foram projetadas na noite do dia 17 de agosto, dia de seu falecimento.
No Rio de Janeiro, o governador Cláudio Castro decretou luto oficial de 3 dias, além de em nota dizer:
"O legado de Silvio Santos jamais será esquecido! Manifesto meus profundos sentimentos à família Abravanel, aos amigos e a todos os colegas da emissora de televisão SBT. O Governo do Estado decreta luto de três dias por essa perda insubstituível".
Na capital fluminense, o prefeito Eduardo Paes disse nas redes sociais que:
"O menino da Lapa que fez história e se tornou o maior comunicador do Brasil. Silvio Santos era irreverência, genialidade e alegria. Com seu jeito único de ser, entrou na casa de milhões de brasileiros através da TV e conquistou o carinho e a admiração de todos nós. Um grande carioca, um grande brasileiro e um grande ser humano que fará muita falta. Hoje o céu está em festa!"
O governador de Santa Catarina, Jorginho Mello, em nota expressou:
“Silvio Santos foi exemplo para todos nós. Um grande brasileiro que nem a pobreza impediu de vencer na vida. Foi de vendedor ambulante ao homem que construiu um império por meio do trabalho. Hoje o céu está sorrindo, assim como ele alegrava os domingos do povo brasileiro há muitos anos. O Brasil está de luto pela morte desse homem inconfundível na história da comunicação e pelo sucesso que foi sua trajetória profissional e de vida. Que ele descanse em paz."
Pelo X, Jerônimo Rodrigues, governador da Bahia, disse:
"É com grande pesar que nos despedimos hoje de Silvio Santos. Seu legado viverá para sempre. Minha solidariedade e meus sentimentos à família."
O presidente do Senado, Rodrigo Pacheco, lamentou a morte, além de divulgar:
“Sua morte causa tristeza e consternação à sociedade brasileira. O Senado Federal manifesta, com este Ato, solidariedade à família, aos amigos e a todos os seus fãs e admiradores”.
Presidente da escola de samba Tradição, Raphaela Nascimento lamentou a morte de Silvio Santos. A agremiação homenageou o apresentador no Carnaval do Rio de Janeiro em 2001.
“Pra gente isso é muito gratificante e feliz, de podermos ter feito parte da história do maior comunicador do mundo. Estamos muito gratos - tristes pela notícia -, mas gratos por ter feito parte, contribuído com a nossa cultura, pra história desse grande homem.”
O cantor e compositor Roberto Carlos, durante um show em Chapecó homenageou o apresentador com 1 minuto de aplauso após dizer "Eu quero pedir a vocês um minuto de aplausos para o meu querido amigo, querido e maravilhoso de todos nós, cara fantástico: Silvio Santos". Durante a homenagem, passou em um telão fotografias do cantor e do apresentador em momentos diversos de suas vidas.
A TV Globo, rival direta do SBT fundado por Silvio, implementou uma programação especial para a cobertura de sua morte, derrubando boa parte de sua grade e agendando programas especiais para homenagear o apresentador. Além disso, a emissora decidiu dedicar quase a integralidade da edição do Jornal Nacional do dia para fazer a cobertura da morte do artista A sede do SBT em São Paulo, em ato simbólico, colocou a bandeira com a logo da empresa em meio-mastro. A emissora chegou a inserir o famoso sinal de luto no canto superior direito, mas no dia seguinte (18) o substituiu pelo emoji do coração remendado (❤‍🩹), ficando fixo em toda a programação durante um mês.
A Confederação Brasileira de Futebol decretou um minuto de silêncio em todos os jogos da 23ª rodada do Campeonato Brasileiro e decidiu apelidar o duelo entre Fluminense e Corinthians de “Clássico Silvio Santos”. O apresentador era torcedor do clube das Laranjeiras, mas nas marchinhas de carnaval que Silvio interpretou, está a canção Transplante de Corintiano, um dos sucessos de seus álbuns lançados.

### Internacional
Nos Estados Unidos, a emissora americana ABC News destacou o apresentador como "sorriso radiante" e seu famoso bordão de 'Quem quer dinheiro?'. Em um trecho, a rede televisiva destaca que "sua morte vai mudar o final de semana em milhões de casas brasileiras que sintonizavam o Programa Silvio Santos e eram recebidos pelo jingle 'Silvio Santos vem aí!'". O The Washington Post relembrou sua biografia, além dos populares bordões, dizendo "Executivo e apresentador brasileiro era conhecido por seu sorriso radiante e a frase de efeito 'Quem quer dinheiro?'". O canal latino-americano Telemundo repercutiu a notícia do falecimento e destacou como "a lenda do entretenimento no Brasil".
O portal de notícias canadense Yahoo! News publicou “Santos era dono da rede de TV SBT e criou diversos shows de variedades. O mais famoso deles levava seu nome e era apresentado por ele desde 1963. Recentemente, passou a ir ao ar nas noites de domingo”. Na China a agência Mandarinian foi a responsável por levar ao conhecimento dos asiáticos a morte do apresentador. Por sua vez, o jornal argentino Clarín em manchete explicitou o apresentador como "uma das maiores figuras da TV brasileira". Na notícia vinculada, a gazeta destaca que "Santos sempre foi um dos grandes nomes da grade de programação dominical, onde atuava como ninguém com sua habilidade pessoal e autoconfiança, captando a atenção da massa diante da tela". O também argentino La Nacion se referiu como "lenda do entretenimento brasileiro" e destacou sua atemporalidade, conseguindo renovar seus programas com o transcorrer dos anos, além de que "Mesmo depois de completar 90 anos, continuava tendo cabelo escuro, o que contribuía para sua atemporalidade". No Paraguai, o jornal ABC Color reproduziu que “(Santos) sempre foi um dos nomes de peso na grade dominical, onde performava como ninguém com seu talento para lidar com gente e seu atrevimento, capturando a atenção das massas”.
Em Portugal o periódico Diário de Notícias estampou "lendário empresário e apresentador" e "ícone da TV brasileira". Já a agência britânica de notícias Reuters citou Silvio como um magnata da mídia brasileira, relembrando sua jornada de camelô a proprietário de uma das maiores emissoras televisivas brasileiras. A emissora de televisão portuguesa TVI, incluiu uma reportagem no noticiário Jornal Nacional em menção do falecimento do apresentador e empresário. O portal francês ZoneBourse se referiu a Silvio como um magnata da mídia brasileira.
Na Argentina o canal de televisão Telefe emitiu uma nota de pesar nas suas redes sociais e colocou a notícia em destaque no seu website. Além disso, a estação argentina relembrou a produção das duas versões brasileiras de Chiquititas (1997-2001 e 2013-2015), ambas sendo um sucesso de audiência e repercussão.
Pelo México e na Venezuela, diversas personalidades também publicaram os seus sentimentos ao Silvio:
“Silvio Santos, agradeço por abrir a porta da alegria aos meus amados brasileiros com os programas de Chespirito“.
“Esse legado e tudo que você fez ficará para sempre no coração do Brasil e no meu. Adeus, amigo e por favor dê um abraço no meu Rober”.— Atriz e humorista Florinda Meza
“Obrigado, Silvio Santos! Pela alegria que você trouxe à televisão brasileira e por fazer com que Chaves, El Chapolín e muitos outros personagens chegassem às telas do SBT. Seu legado estará sempre presente. Até sempre, Silvio Santos, nós te amamos muitíssimo!”— Grupo Chespirito no X
“Descansa em paz. Obrigada por tudo”— Cantora e atriz Thalía
“Eu te amo, Silvio, sei que meu Senhor Jesus Cristo tem você aí em cima abraçado, obrigado por tanto e você estará sempre no meu coração e nos meus sentimentos. Minhas mais profundas condolências à sua família, ao SBT e ao Brasil.. Eu te amo e te amo na hora! 🤍🙌🏻🕊️ Minhas mais profundas condolências @pgmsilviosantos”— Cantora e atriz Gabriela Spanic
“Queridos amigos do Brasil, com muita dor me junto a vocês pelo falecimento de Silvio Santos. A todos nos tocou na alma, mesmo sendo de outro país, também sentimos. Se despedir desse senhor que foi uma lenda, pura amabilidade, me uno a dor de todos vocês e peço por ele, que o Senhor o receba com tudo isso, ele nos fará muita falta na terra. Com muito amor, acredito que esteja melhor lá. Um beijo para todos e sinto muito.“
“Com nossa dor mais profunda, enviamos à família de Silvio Santos, e à empresa SBT da televisão brasileira, nossas mais sentidas condolências por sua partida para a Glória de Deus. Carlos e Becky. Família Villagrán“— Humorista e ator Carlos Villagrán em seu Instagram
“Obrigado senhor Silvio Santos por levar alegria e os programas do Chaves para as famílias brasileiras.“— Humorista e atriz María Antonieta de las Nieves em seu Instagram
“Amigos do Brasil,

Gostaria de enviar meus mais sinceros pêsames pelo falecimento do Silvio Santos, especialmente aos familiares e a todos da família SBT.
Sei que é um momento de luto, mas também é um momento de celebrar e agradecer pela vida deste grande homem, que tanto contribuiu com sua genialidade e generosidade, e que estará sempre vivo em cada memória especial que temos dele.
Deixo aqui também o meu agradecimento por ele ter acreditado no nosso programa e ter aberto as portas do Brasil pra gente.
Muito obrigado, Silvio Santos.

Um forte abraço a todos“— Humorista e ator Edgar Vivar
“Hasta siempre querido Silvio! Obrigada por tudo“— Cantora e atriz Dulce María
A rede de televisão mexicana Televisa, através do conglomerado TelevisaUnivision, de onde o SBT mantém uma estreita parceria comercial desde 1982, repercutiu o falecimento de Silvio Santos, destacando também um depoimento da cantora e atriz Lucero:
“Que em paz descanse grande Silvio Santos, um ícone da televisão, tão amado e admirado por todos e quem impulsionou a televisão brasileira ao primeiro plano.

Meus mais profundos sentimentos a toda família, amigos e a todos os brasileiros, muita força e muita luz. Silvio Santos deixa um legado extraordinário e para sempre estará em nossas mentes e corações.
Recordo com imenso carinho todos os momentos felizes e inesquecíveis que compartilhei com ele no Teleton e em seu programa de televisão também.

Voe alto Silvio querido, seu sorriso será sempre lembrado com muito amor. 🕊️✨“